# Geometra subcaerulescens
Geometra subcaerulescens là một loài bướm đêm trong họ Geometridae.